# Лаука
Ла́ука (исп. Río Lauca) — река в Боливии и Чили. Длина реки — 225 км, из них 75 км — чилийское течение и 150 км — боливийское. Площадь чилийской части бассейна — 2350 км², боливийской — 25478 км².
Начинается из мелководного озера Котакотани. От истока течёт на запад, до хребта Чапикинья, затем направляется на юго-юго-запад и сохраняет это направление до деревни Миситуне. После этого река течёт на юго-восток. После впадения реки Гуальятире Лаука имеет юго-восточное направление течения, сохраняемое до её устья, расположенного в солончаке Койпаса.
Основные притоки в чилийской части бассейна — Анкочальоане (пр), Вискачане (пр), Кибурканка (пр), Чусьявида (лв), Гуальятире (лв). Главные боливийские притоки — Баррас (лв) и Сабая (пр). Густота речной сети чилийской части бассейна — 0,7 км/км². В низовьях реки построено 151 км оросительных каналов.
Климат бассейна реки — сухой, делится на зоны в зависимости от высоты над уровнем моря. Природная зона — высокогорные тундры. Среднегодовое количество осадков не превышает 423 мм, максимум осадков приходится на период с декабря по март. Расход воды вблизи Боливии по разным данным составляет от 0,7 до 3,2 м³/с.
В бассейне реки находятся чульпы аймара — могилы в форме башен — общим количеством 93.
Между Чили и Боливией существует спор по поводу использования вод реки.